# 西北桥站
西北桥站位于中国成都市金牛区，是成都地铁5号线和6号线的换乘车站，5号线于2019年12月27日启用，6号线于2020年12月18日启用。

## 车站概况
本站位于通济巷一环路口，一环路与九里堤南路、西体北路交叉口西侧，沿一环路布置。因老地名西北桥而得名。正式命名前曾使用工程名为“沙湾站”。5号线和6号线分别于2019年12月27日、2020年12月18日启用。

## 车站结构
西北桥站为地下三层双柱三跨车站，两个岛式月台叠摞布置，分别设在负二层与负三层，形成叠摞岛式站台结构。每个月台为2面2线、16米宽186米长，都能停靠5号线和6号线列车，以分别提供不同方向的同台换乘服务。
标准段长290米，宽25.5米。车站总建筑面积28524平方米。相较可研方案，5、6号线列车编组由6A调整为8A后，本站实施车站尺寸增加和有效站台中心向东移动移动50m左右等相应调整措施。车站施工方法为半幅盖挖法。
|                     |  | 6号线往兰家沟（人民北路） |
| 島式 · 開右邊车门 · |  |                           |
|                     |  | 5号线往回龙（花牌坊）     |

|                     |  | 6号线往望丛祠（沙湾）       |
| 島式 · 開左邊车门 · |  |                             |
|                     |  | 5号线往华桂路（北站西二路） |

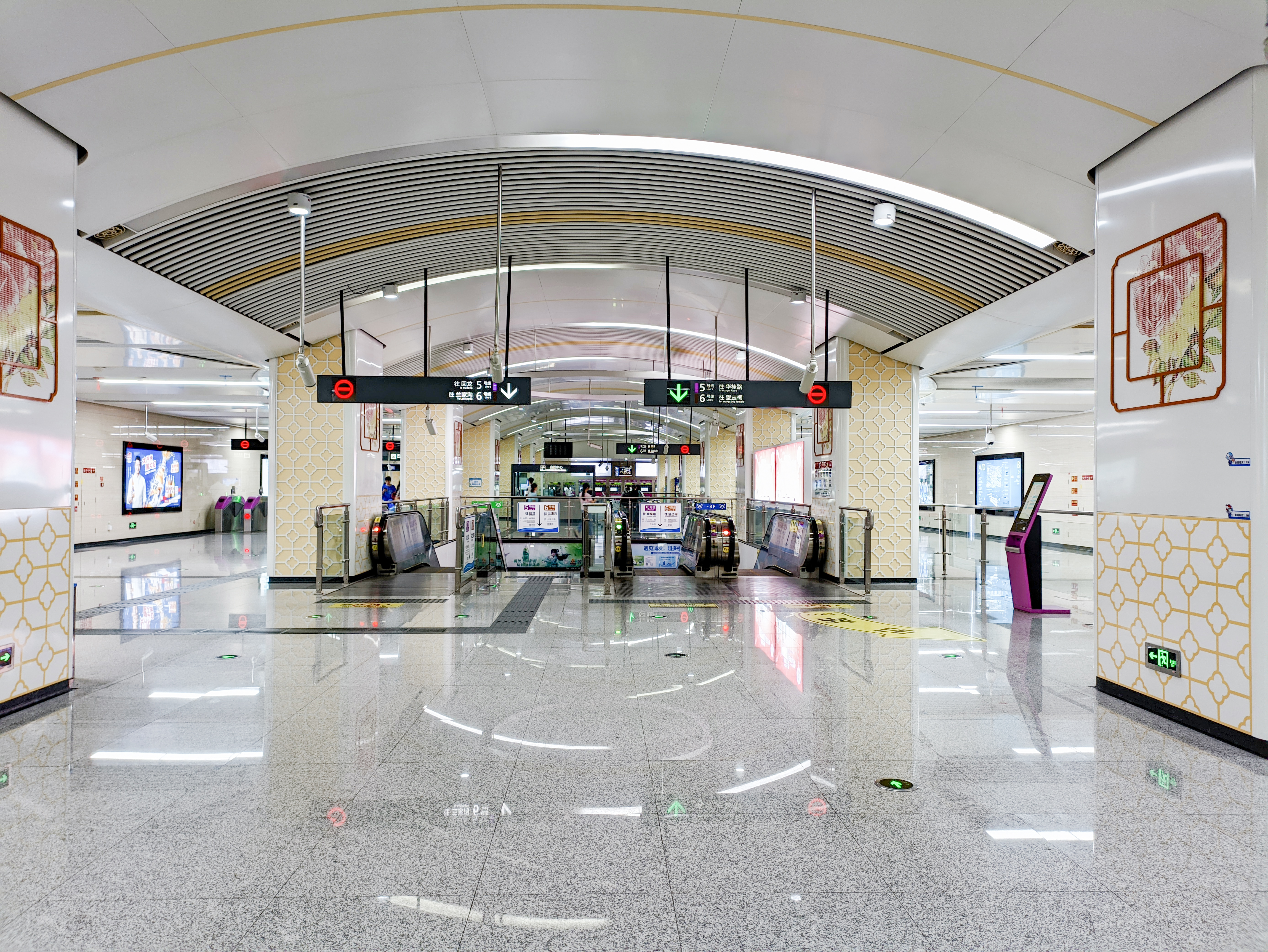
站厅层
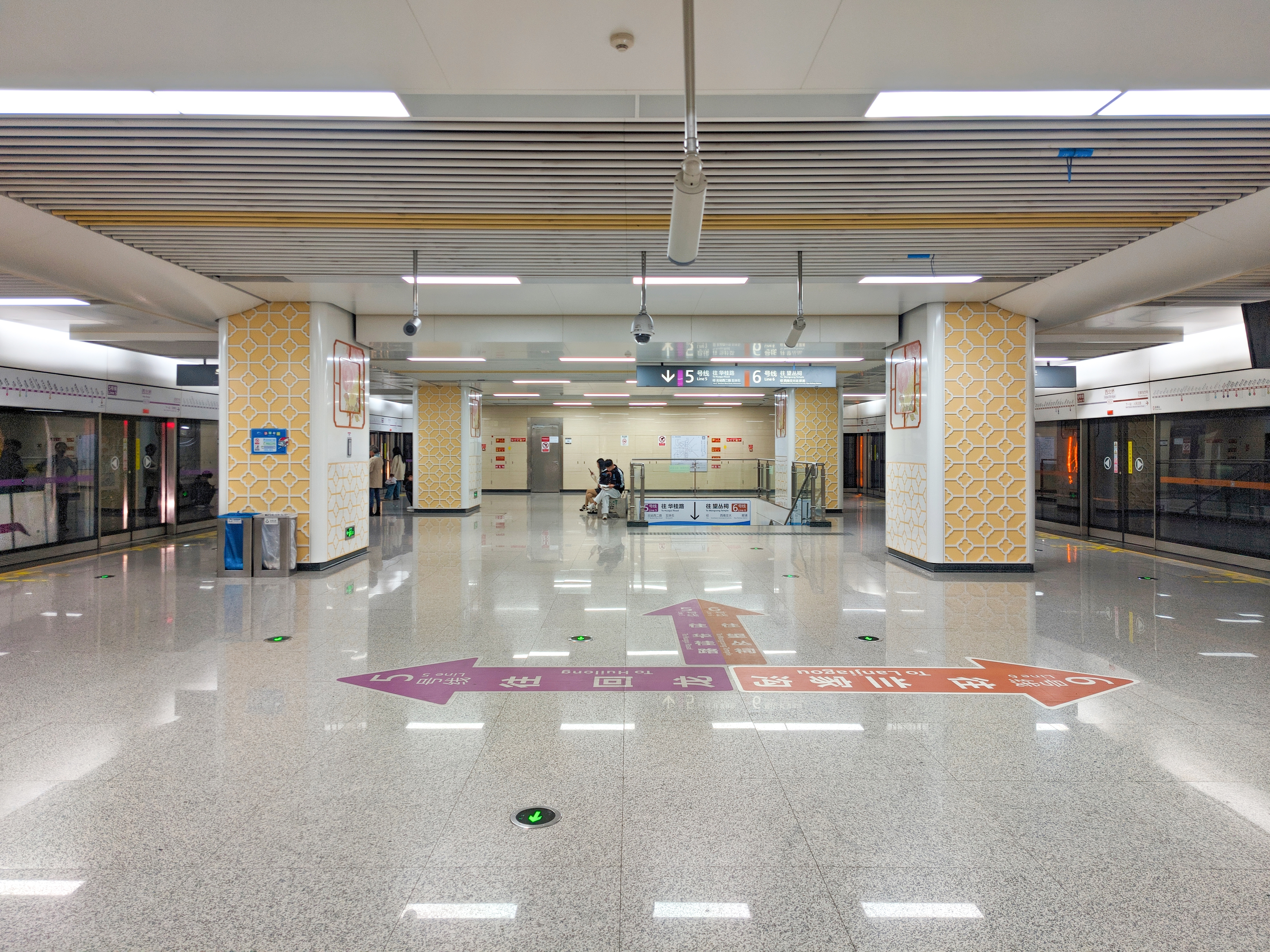
负2层站台层
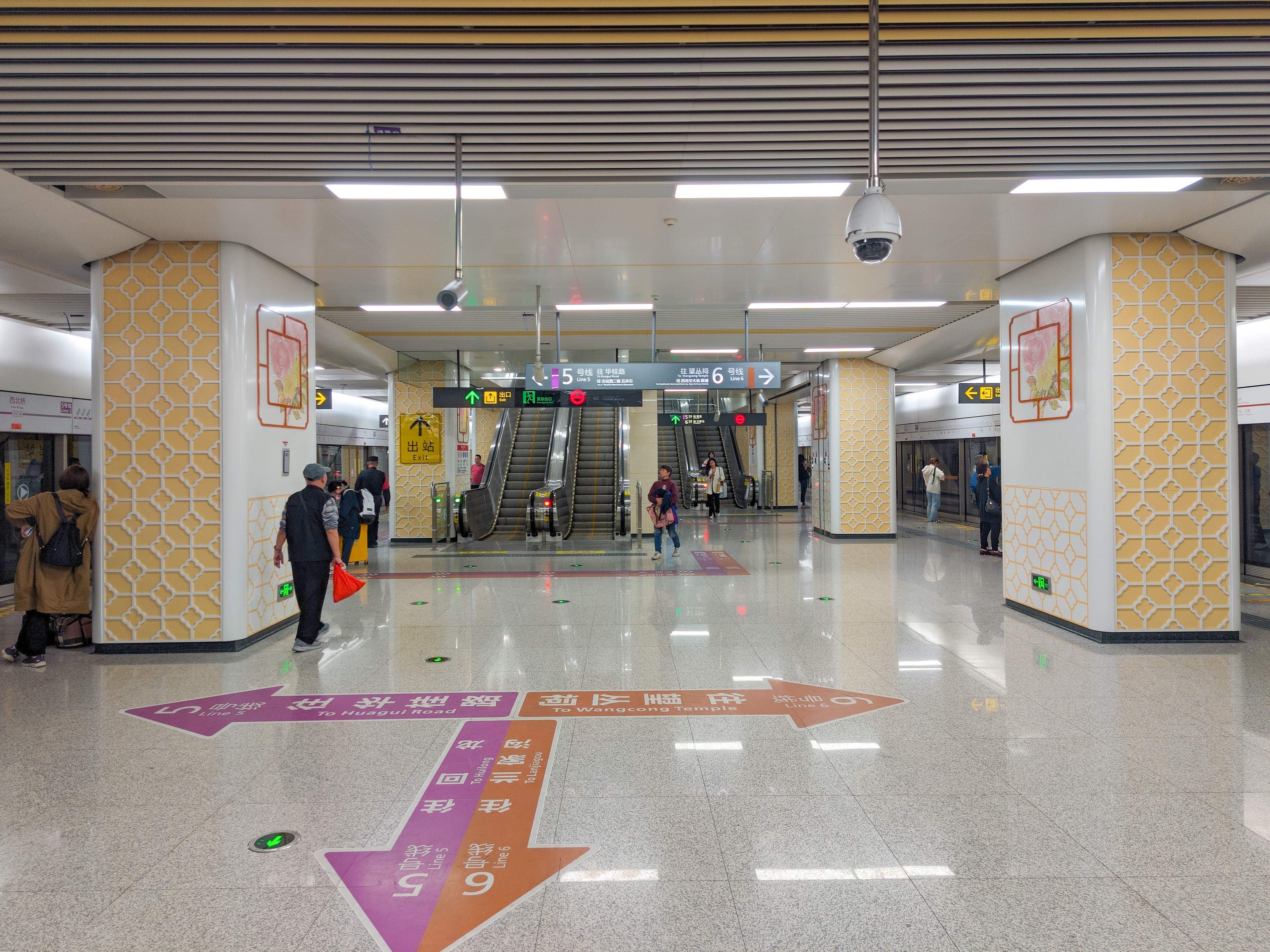
负3层站台层

## 内装与公共艺术
本站为5号线中段标准艺术站之一。
西北桥站属于5号线中段成熟区车站，采用以黄色为主的基调设计。芙蓉和窗格元素贯穿出入口、立柱，地面采用白麻花岗岩铺装，简洁大气又易于清洁。
6号线车站部分使用了与5号线相同的装修。

## 出入口
本站目前开放4个出入口。
|              |              |                          |      |
|              |              |                          |      |
| 编号         | 设施         | 指示                     | 照片 |
|              |              | 一环路北二段、九里堤南路 |      |
| 出口 · A · 3 |              | 一环路北二段、西体北路   |      |
| 出口 · B     | 无障碍卫生间 | 一环路北一段             |      |
| 出口 · D     | 无障碍电梯   | 一环路北一段、西体北路   |      |

## 大事记
- 2016年4月12日，车站主体结构开始施工。[6]
- 2018年1月21日下午1点，车站主体结构封顶。[7]
- 2019年12月27日，车站站厅、5号线站台启用。
- 2020年12月18日，6号线站台启用。
- 2023年7月，本站英文名由Xibeiqiao改为Xibei Bridge。